# Edimo Ndoumbe Oscar
Edimo Ndoumbe Oscar, né le 11 octobre 1959, est un homme politique camerounais. Il est membre du parti politique au pouvoir, le Rassemblement Démocratique du Peuple Camerounais (RDPC).

## Biographie

### Carrière politique
Edimo Ndoumbe est élu député pour la première fois en 2007 à l'issue des élections législatives de 2007 avec le principal parti politique d'opposition Social Democratic Front (SDF). Il continue son aventure politique après sa réélection en tant que député du même parti le 30 Septembre 2013 pour le compte de la région du Littoral. 
Il démissionne le 5 octobre 2018 du parti politique SDF et rejoint ce même jour le Rassemblement  Démocratique du Peuple Camerounais, le parti au pouvoir. Ndoumbe est par ailleurs agent commercial et fait partie de la commission de l'éducation.